# Asier Maeztu
Asier Maeztu Villabeitia (San Sebastian, 14 oktober 1977) is een Spaans voormalig baan- en wegwielrenner.

## Carrière
In 2004 behaalde hij met de Spaanse ploeg een derde plaats op de ploegenachtervolging tijdens de Wereldkampioenschappen baanwielrennen.
Maeztu nam in 2004 en 2008 deel aan de Olympische Zomerspelen. In 2004 won hij een bronzen medaille op de ploegenachtervolging.

## Baanwielrennen

### Palmares
| Jaar  | SK                                          | EK                  | WK                                        | Overig |
| Elite | Elite                                       | Elite               | Elite                                     | Elite |
| ----- | ------------------------------------------- | ------------------- | ----------------------------------------- | --- |
| 2001  |                                             |                     |                                           | WB Cali: · ploegenachtervolging · 4e koppelkoers                                                                   |
| 2002  |                                             |                     |                                           | WB Cali: 4e achtervolging WB Moskou: 7e achtervolging                                                              |
| 2003  | koppelkoers · achtervolging                 |                     |                                           | WB Aguascalientes: 5e achtervolging                                                                                |
| 2004  | koppelkoers                                 |                     | ploegenachtervolging                      | Olympische Spelen: · ploegenachtervolging                                                                          |
| 2005  | koppelkoers · achtervolging                 |                     |                                           | WB Manchester: · ploegenachtervolging                                                                              |
| 2006  |                                             | 8e omnium endurance |                                           | |
| 2007  | achtervolging                               |                     | 9e ploegenachtervolging                   | |
| 2008  |                                             |                     | 7e ploegenachtervolging                   | Olympische Spelen: · 7e ploegenachtervolging · WB Cali: · ploegenachtervolging · WB Los Angeles: · 10e koppelkoers |
| 2009  | koppelkoers · achtervolging · puntenkoers   |                     |                                           | |
| 2010  | achtervolging · 4e puntenkoers · 4e scratch |                     |                                           | |
| 2011  |                                             |                     | 5e ploegenachtervolging 8e achtervolging  | WB Peking: · ploegenachtervolging · WB Manchester: · ploegenachtervolging                                          |
| 2012  | ploegenachtervolging                        |                     | 5e ploegenachtervolging 8e achtervolging  | |
| 2013  | 4e achtervolging 5e puntenkoers 7e scratch  | 9e koppelkoers      | 4e ploegenachtervolging 11e achtervolging | |
| 2014  | 4e achtervolging 7e puntenkoers             |                     |                                           | |

## Wegwielrennen

### Overwinningen
2008
2e etappe Ronde van Chiapas